# Lourdes Arévalos
Lourdes Verónica Arévalos Elias (San Lorenzo, 13 gennaio 1984) è una modella paraguaiana, vincitrice del concorso Miss Universo Paraguay nel 2006.
In seguito, ha rappresentato il Paraguay a Miss Universo 2006 che si è svolto a Los Angeles il 23 luglio e dove la Arévalos si è classificata alla quarta posizione, segnando il miglior risultato mai ottenuto dal Paraguay nella storia di Miss Universo, al pari di Yanina González.
Nello stesso anno ha rappresentato il Paraguay a Reina Hispanoamericana 2006, dove si è classificata al terzo posto.